# Marcoux-Nunatak
Der Marcoux-Nunatak ist ein 1530 m hoher Nunatak an der Oates-Küste im Norden des ostantarktischen Viktorialands. In den Wilson Hills ragt er ungefähr auf halber Strecke zwischen den Schmidt-Nunatakkern und dem Poorman Peak nahe dem Kopfende des Manna-Gletschers auf.
Der United States Geological Survey kartierte ihn anhand eigener Vermessungen und Luftaufnahmen der United States Navy aus den Jahren von 1960 bis 1963. Das Advisory Committee on Antarctic Names benannte ihn 1970 nach John S. Marcoux (* 1931), Flugzeugmechaniker der Flugstaffel VX-6 im antarktischen Winter 1967 auf der McMurdo-Station.